# La Calotterie
La Calotterie település Franciaországban, Pas-de-Calais megyében. Lakosainak száma 586 fő (2022. január 1.). La Calotterie Beutin, La Madelaine-sous-Montreuil, Saint-Josse, Sorrus, Attin és Bréxent-Énocq községekkel határos.

## Népesség
A település népességének változása:
| Lakosok száma | 647  | 649  | 653  | 643  | 628  | 614  | 599  | 593  | 586  |
|               | 2013 | 2015 | 2016 | 2017 | 2018 | 2019 | 2020 | 2021 | 2022 |